# Domingo García (Segovia)
Domingo García ist ein Ort und eine Gemeinde (municipio) mit 32 Einwohnern (Stand: 2024) in der zentralspanischen Provinz Segovia in der Autonomen Region Kastilien-León. 

## Lage und Klima
Domingo García liegt in der kastilischen Meseta in etwa 855 m Höhe und 23 Kilometer nordwestlich der Provinzhauptstadt Segovia. Das Klima ist gemäßigt bis warm; Regen (ca. 483 mm/Jahr) fällt mit Ausnahme der trockenen Sommermonate übers Jahr verteilt.

## Bevölkerungsentwicklung
| Jahr      | 1970 | 1981 | 1991 | 2001 | 2011 | 2021 |
| Einwohner | 95   | 49   | 55   | 48   | 39   | 31   |

## Sehenswürdigkeiten

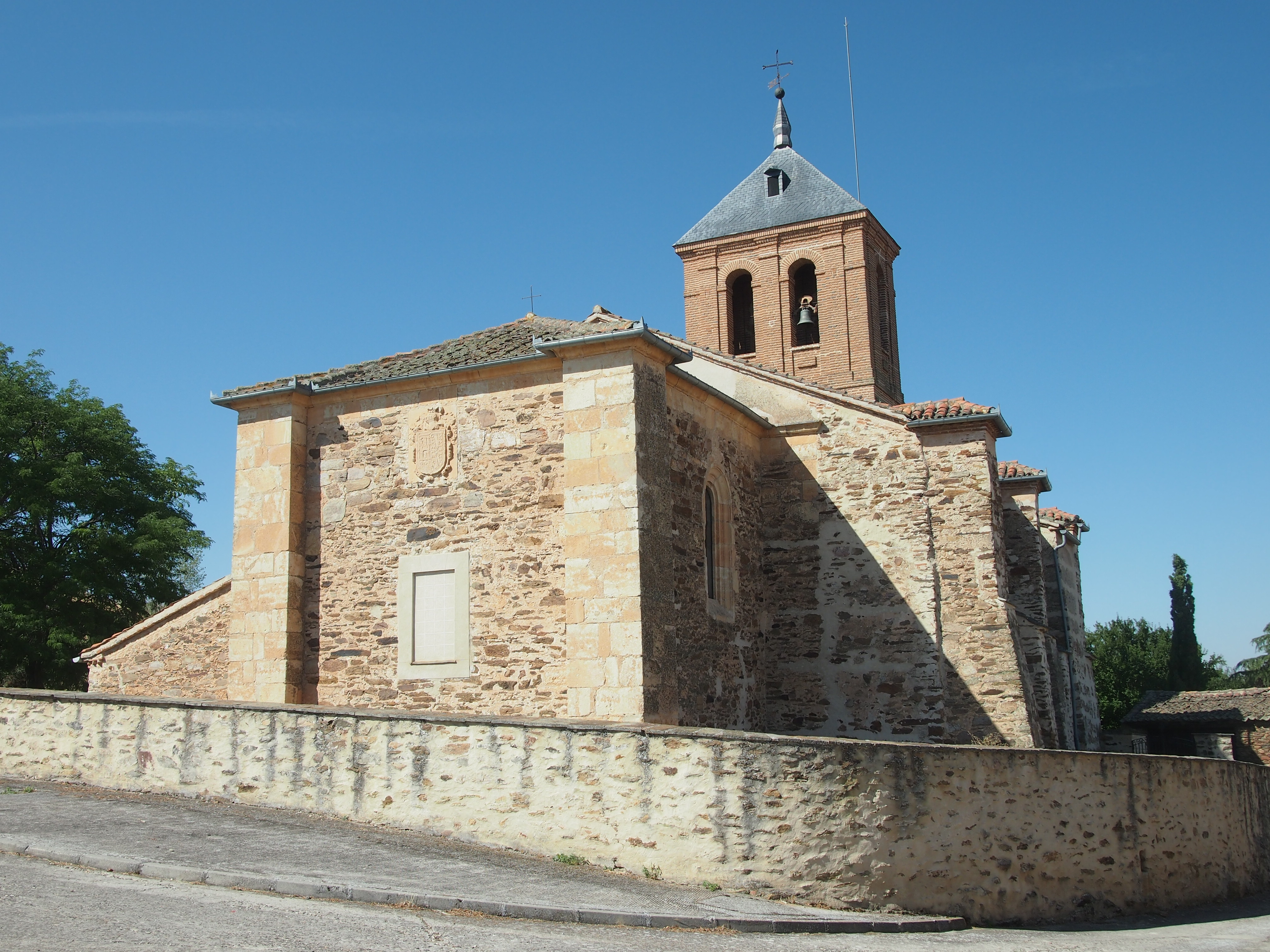
Cäcilienkirche
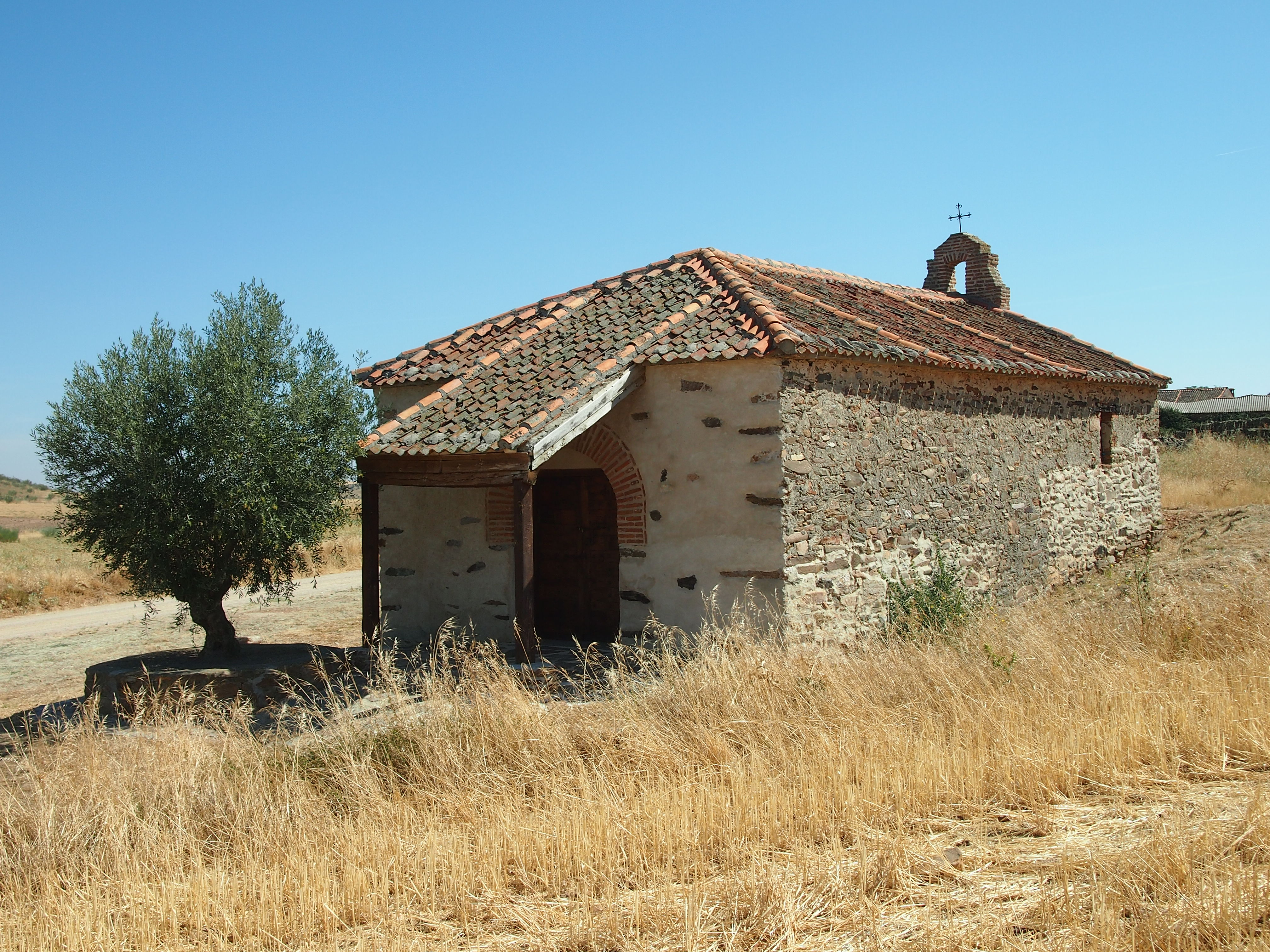
Christuskapelle
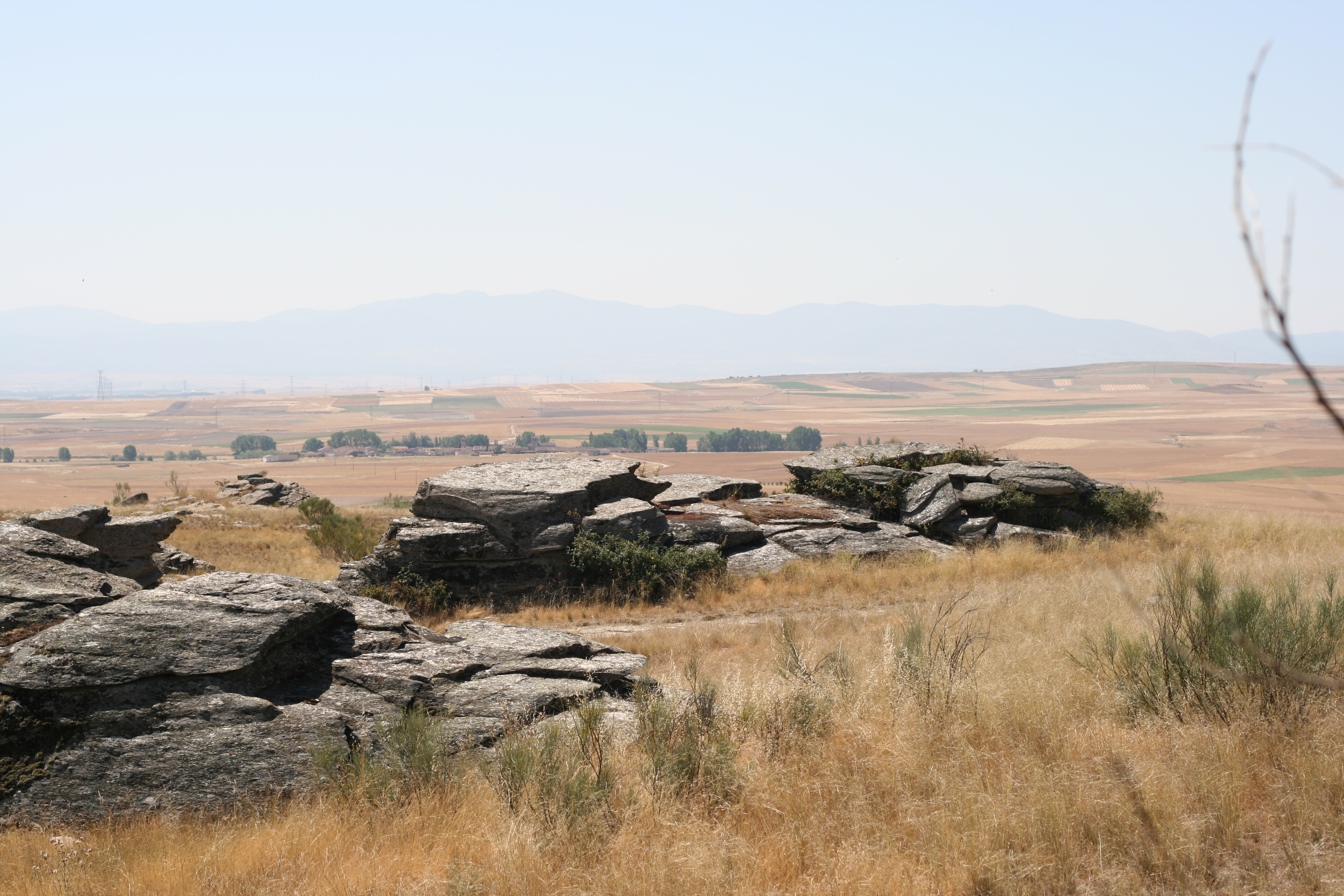
Felsritzungen
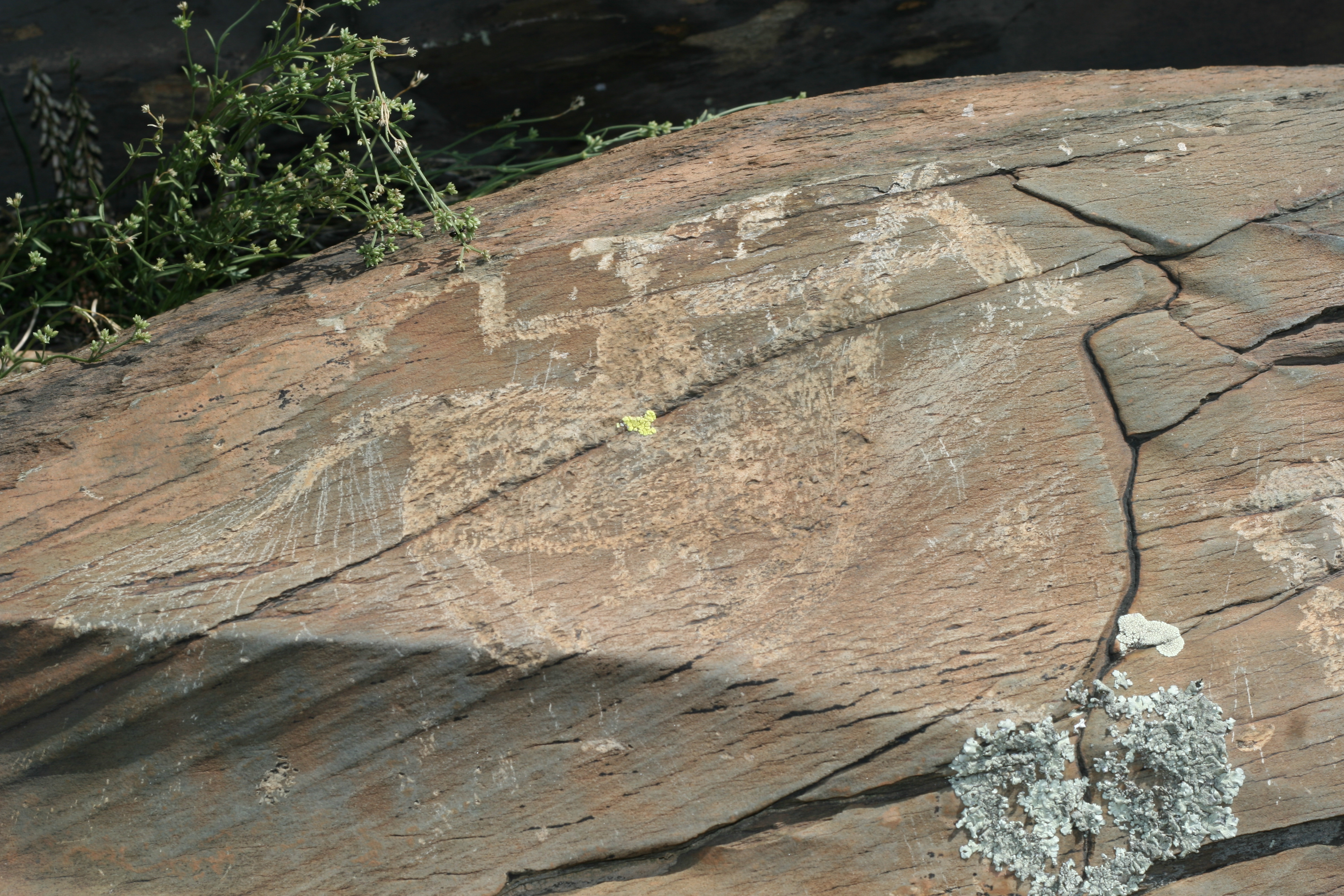
Felsritzung
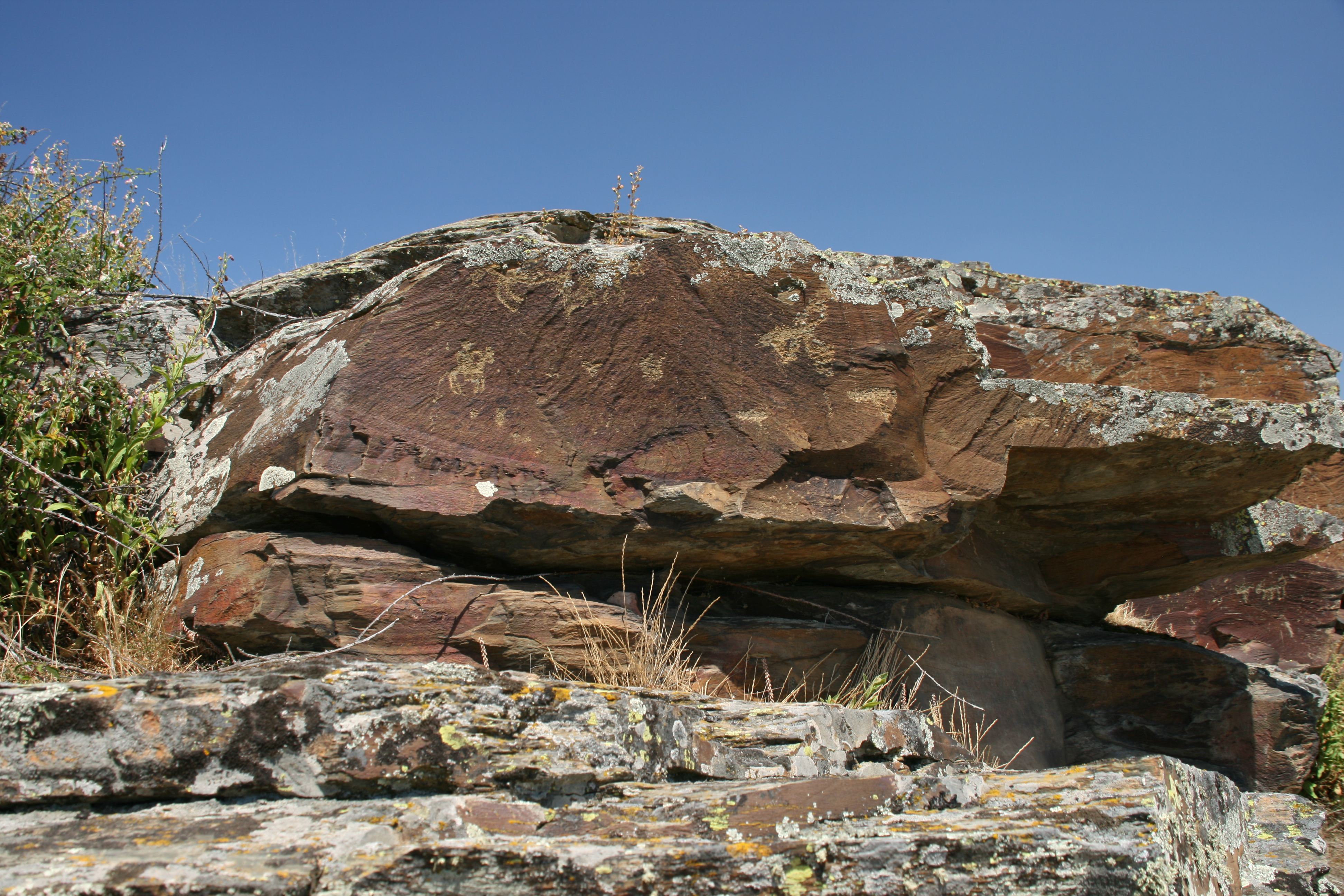
Felsritzungen
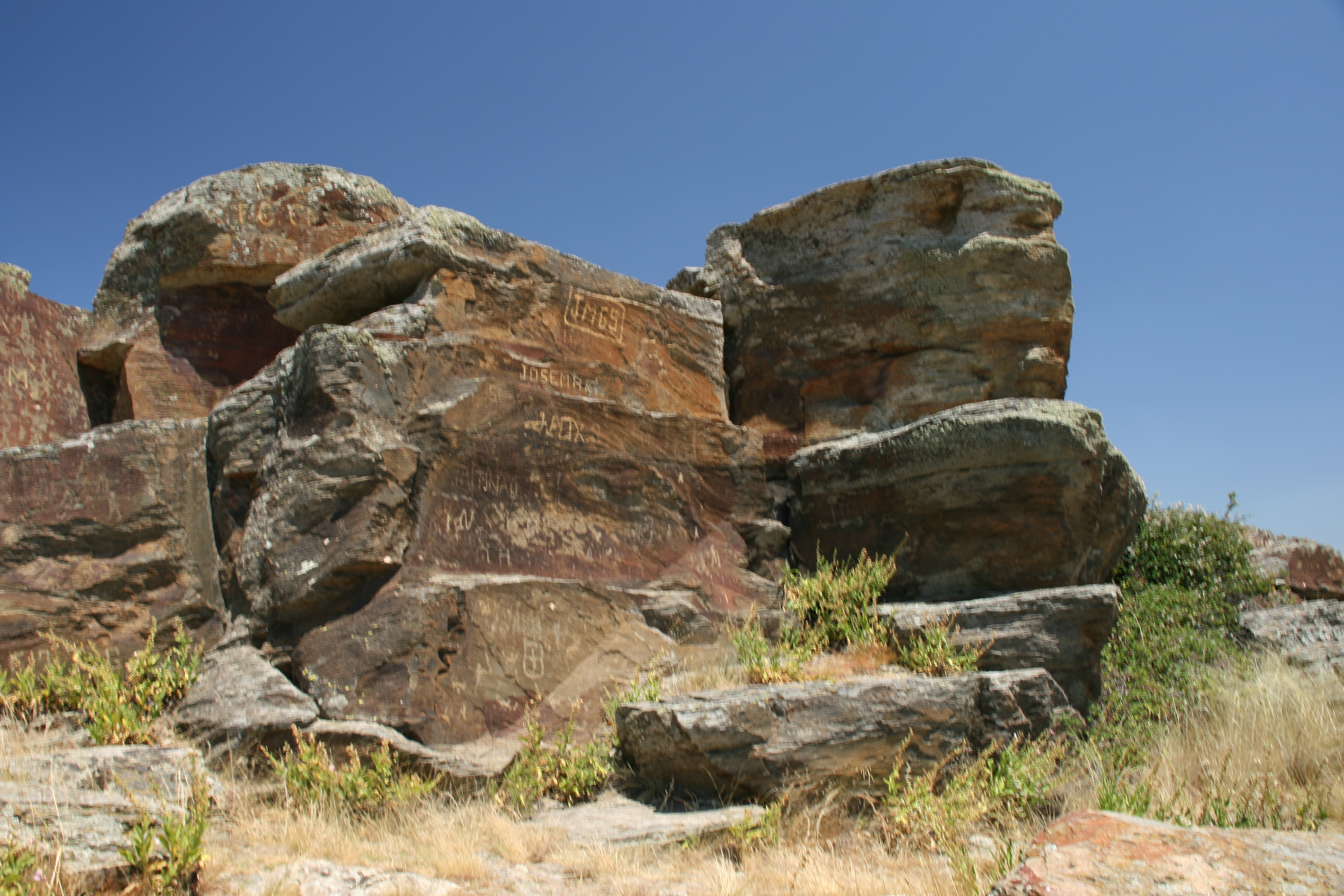
Felsritzungen

- Ruine der Isidorkapelle

- Cäcilienkirche
- Christuskapelle
- Felsritzungen
- Felsritzung
- Felsritzungen
- Felsritzungen